# Madeline-Ann Aksich
Madeline-Ann Aksich (Montreal, 1956 - 2005) foi uma empresária, filantropa e humanista do Quebec, filha de pais croatas.

## Biografia
Fundou o International Children's Institute
, com vista a ajudar crianças traumatizadas pela guerra. Ajudou igualmente algumas organizações de Montreal tais como Le Don des Étoiles, Orchestre de chambre de Montréal e o Museu das belas artes de Montreal.
Foi-lhe diagnosticado cancro em 2001, vindo a falecer em 2005, com 49 anos.

## Honras
- 30 de outubro de 2002 - Membro da Ordem do Canadá[2].